# Codex Vaticanus 354
Pour les articles homonymes, voir Codex Vaticanus (homonymie).
- Papyrus
- Onciale
- Minuscules
- Lectionnaire

Le Codex Vaticanus 354, portant le numéro de référence  S ou 028 (Gregory-Aland), est un manuscrit de vélin en écriture grecque onciale. Le manuscrit est complet.

## Description
Le codex se compose de 235 folios, écrits sur deux colonnes, avec 27 lignes par colonne. Les dimensions du manuscrit sont de 36 x 24 cm,. 
Il n'a pas d’esprits et accents.
Il contient les canons de concordances et des notes marginales. 
C'est un manuscrit contenant des textes des quatre Évangiles.

## Texte
Le texte du codex est de type byzantin. Kurt Aland a donné pour ce manuscrit le profil 2061 1051/2 42 12S et le classe en Catégorie V. 
Il contient le texte de la Pericope Adulterae (Jean 7,53-8,11), mais il est marqué par l'astérisque (※) comme douteux.

## Histoire
Le colophon le date en 949. 
Le manuscrit a été examiné par G. Bianchini, Andreas Birch, Constantin von Tischendorf, et Giovanni Mercati.
Il est conservé à la Bibliothèque vaticane (Gr. 354) à Rome,.

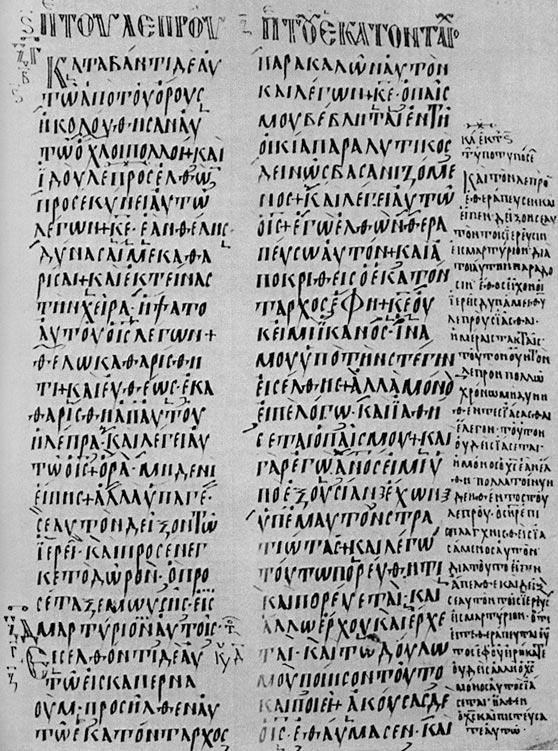
Gospel of Matthew 8,1-10 en Cod. Vaticanus 354